# 古巴革命的巩固
古巴革命的巩固是古巴历史上的一个时期，通常定义为从1959年古巴革命结束后开始，到1962年菲德尔·卡斯特罗作为古巴最高领导人实现完全政治巩固为止。这一政治巩固时期在1962年古巴导弹危机解决后达到高潮，随后伴随着卡斯特罗权力增强的国际争端大幅缓解。
这一政治巩固时期也被称为革命的激进化，因为菲德尔·卡斯特罗及其临时政府的意识形态性质发生了变化。尽管古巴革命最初整体上较为自由主义，但各种争议推动卡斯特罗和新临时政府日益反资本主义、反美，并最终转向马克思列宁主义。
菲德尔·卡斯特罗在新古巴政府中的政治巩固始于1959年初。这一进程始于任命人民社会党成员为官，以及对批评这些任命的其他革命者的大规模清除。这一趋势在乌贝尔·马托斯事件中达到高潮，并持续发展，以致到1960年中期，政府内部几乎没有反对卡斯特罗的力量，古巴内部也缺乏独立机构。
随着卡斯特罗统治的巩固，1959年至1960年间，古巴与美国的关系开始恶化。1959年革命刚刚结束后，卡斯特罗访问美国寻求援助，并炫耀土地改革计划，他相信美国政府会支持这些计划。1960年，随着古巴对多家美国企业进行国有化、美国实施报复性经济制裁及反革命轰炸袭击，古美关系逐步紧张。
1961年1月，美国切断了与古巴的外交关系，苏联开始巩固与古巴的关系。美国担忧苏联在古巴的影响力日益增长，支持了1961年4月的猪湾入侵，但入侵失败。1961年12月，卡斯特罗首次公开表达了他的共产主义倾向。卡斯特罗对再次入侵的恐惧以及苏联新盟友的影响，促使他决定在古巴部署核导弹，引发了古巴导弹危机。危机过后，美国承诺今后不再入侵古巴；为遵守这一协议，美国停止支持反政府武装“阿尔萨多斯”，导致该抵抗力量资源枯竭。 国外称为埃斯坎布雷叛乱的反革命冲突持续至1965年左右，古巴政府则将其称为“反盗匪斗争”。
对于1959年—1962年发生的政治巩固，有多种史学解读。一种将其视为“古巴军事化”的开始，认为这是一个长期的国内军事化进程，其高潮在1970年。 还有“基层独裁”模型，认为古巴革命后自由权利的剥夺源于大众支持和公民授权。这种大众支持来自对美国入侵的民族防御热情。 还有“背叛论”，认为菲德尔·卡斯特罗的政治巩固是对古巴革命反对巴蒂斯塔时期民主目标的背叛。